# The Enemy of the World
The Enemy of the World (L'Ennemi du Monde) est le quarantième épisode de la première série de la série télévisée britannique de science-fiction Doctor Who, diffusé pour la première fois en six parties hebdomadaires du 23 décembre 1967 au 27 janvier 1968 dans lequel Patrick Troughton joue à la fois le Docteur et son antagoniste.

## Accroche
Le Docteur et ses compagnons se retrouvent sans le vouloir mêlés à une intrigue politico-scientifique, à cause de la ressemblance entre le Docteur et le dirigeant sans scrupules Salamander.

## Casting
- Patrick Troughton — Le Docteur / Ramón Salamander
- Frazer Hines — Jamie McCrimmon
- Deborah Watling  — Victoria Waterfield
- Bill Kerr — Giles Kent
- Mary Peach — Astrid Ferrier
- Colin Douglas — Donald Bruce
- George Pravda — Alexander Denes
- David Nettheim — Fedorin
- Milton Johns — Benik
- Henry Stamper — Anton
- Rhys McConnochie — Rod
- Simon Cain — Curly
- Carmen Munroe — Fariah
- Reg Lye — Griffin le chef cuisinier
- Christopher Burgess — Swann
- Adam Verney — Colin
- Margaret Hickey — Mary
- Gordon Faith, Elliott Cairnes — Les Capitaines de la garde
- Bill Lyons — Le Gardien de Denes
- Andrew Staines — Le Sergent de Benik
- Bob Anderson — Garde attaquant
- William McGuirk — Garde dans le couloir
- Dibbs Mather — Garde dans la caravane

## Résumé
En 2018, le Docteur, Jamie and Victoria s'amusent sur une plage australienne lorsqu'un groupe d'hommes en aéroglisseur prend pour cible le Docteur. Une jeune femme nommée Astrid les secourt à bord d'un hélicoptère et les amène auprès de son patron, Giles Kent. Il s'avère que le Docteur est le sosie parfait de Ramón Salamander, un mégalomane sans scrupules qui a trouvé le moyen de concentrer les rayons solaires afin de supprimer la faim dans le monde. Mais en ce début du XXIe siècle, Salamander semble dominer l'Organisation des Zones Unies (les États ont muté pour devenir de grandes Zones...). Kent, ancien responsable adjoint de la sécurité de la Zone d'Europe et d'Afrique du Nord a été ruiné par Salamander et un de ses opposants a été tué. Au cours de la discussion, Donald Bruce, le chef de la sécurité de l'organisation fait irruption dans la maison de Kent. 
Bruce est alors renvoyé par le Docteur qui se fait passer pour Salamander. Malgré sa réticence, le Docteur accepte d'aider Kent a accumuler des éléments prouvant que Salamander est une menace pour le monde. Alors qu'il prévient le monde qu'un volcan en Hongrie est sur le point d'exploser, Salamander contacte Alexander Denes, l'administrateur de la Zone Centre-européenne et le convoque. Jamie sauve la vie de Salamander lors d'un attentat truqué et celui-ci l'engage comme chef de sa sécurité. Jamie en profite pour faire entrer Victoria à son service en tant que cuisinière. Ils font la rencontre de Fariah, la goûteuse de Salamander qui semble être proche de lui.
Pendant ce temps, Salamander complote avec Fedorin, le second de Denes, pour qu'il l'assassine. Comme Fedorin hésite, puis décide de ne pas le faire, Salamander l'empoisonne, peu de temps après avoir envoyé Denes en prison. Donald Bruce commence à être de plus en plus suspicieux envers Salamander, mais il lui dit tout de même l'avoir aperçu dans la maison de Kent en compagnie de Jamie et Victoria. Salamander met les deux jeunes gens en prison.
Fariah a suivi Astrid et contacte le Docteur et Kent. Elle aussi déteste Salamander et elle leur donne un document important, un dossier expliquant que Salamander faisait chanter Fedorin. Seulement, les troupes de Benik, le second de Salamander, arrivent chez Kent et au cours d'une bataille, Fariah est tuée et son dossier se retrouve entre les mains de Benik, puis de Salamander. Celui-ci en profite pour se rendre dans une salle secrète, en réalité un tunnel menant à un sous-sol. Là, une trentaine de personnes travaillent depuis 5 ans à créer des catastrophes naturelles. Salamander leur fait croire depuis cinq ans qu'à la surface, une guerre nucléaire a éclaté et qu'un moyen de mettre fin au conflit est de provoquer des secousses sismiques et des explosions de volcans pour les débarrasser de leurs ennemis. 
Bruce arrive chez Kent et découvre le Docteur, parfait sosie de Salamander. Astrid est prête à le tuer mais le Docteur l'arrête. Bruce discute avec eux et après avoir écouté leurs arguments, il aide le Docteur et Astrid à rentrer dans la maison de Salamander afin de chercher des preuves de sa culpabilité. Au même moment, Benik tente de faire parler Jamie et Victoria et se met à menacer la jeune femme. Il est interrompu par Salamander (en réalité, le Docteur) et Bruce qui décide d'interroger Jamie et Victoria lui-même. Après les avoir mis en confiance, ils découvrent que Salamander commande quatre fois plus de nourriture que ce qui serait nécessaire pour lui et son personnel. 
Pendant ce temps là, Swann, un des travailleurs souterrains de Salamander découvre un journal daté de 2017 qui annonce un naufrage. Il interroge Salamander en privé et celui-ci lui raconte de nouveaux mensonges que Swann ne croit pas. Il ordonne à Salamander de l'emmener à l'extérieur. Celui-ci accepte mais alors qu'ils marchent le long d'un tunnel, il assomme Swann avec un pied de biche. 
Alors que Salamander a disparu, Astrid découvre Swann et lui porte assistance. Il lui raconte les mensonges que Salamander leur a racontés. Après lui avoir promis d'aller délivrer ses compagnons elle s'engage dans un ascenseur secret. Seulement, lors de sa rencontre avec les travailleurs, ceux-ci la prennent pour un être irradié, car venu de la surface. Ils ne veulent pas croire que Salamander leur a menti mais Astrid parvient à les convaincre en leur prouvant que les instruments mesurant la radiation sont factices. 
Kent s'est lui aussi introduit dans la demeure et celui-ci est découvert par Salamander. Alors qu'ils sont observés par le Docteur, ainsi qu'Astrid et deux travailleurs, Salamander et Kent se menacent l'un et l'autre. Leur dispute démontre aussi que Kent ne cherche au fond qu'à doubler Salamander et qu'il est le premier à avoir eu l'idée d'exploiter des travailleurs en leur faisant croire à une guerre nucléaire. Kent réussit à s'enfuir par l'ascenseur avec l'intention de faire exploser les installations du sous-sol, Salamander part à sa poursuite, tandis que Benik est arrêté par Bruce. L'affrontement entre Salamander et Kent se conclut par une explosion. 
Sur la plage, le Docteur rejoint le TARDIS où l'attendent Jamie et Victoria. Alors qu'ils lui demandent de faire repartir la machine, le Docteur s'arrête, perplexe et demande à Jamie de piloter à sa place. Il s'agit en réalité de Salamander et le véritable Docteur surgit derrière lui. Lors de l'affrontement, Salamander pousse quelques boutons du TARDIS et le met en marche alors que ses portes sont encore ouvertes. Il est aspiré à l'extérieur par le vortex. Le Docteur et ses compagnons ne peuvent que s'accrocher à la console pour tenter de survivre.

## Continuité
- S'interrogeant sur la raison pour laquelle le Docteur n'est pas au courant de la situation politique et de sa ressemblance avec un leader international, celui-ci explique qu'il était "parti à la neige" ("on Ice") en référence à l'épisode précédent.
- Avec « The Moonbase » et « The Ice Warriors » il s'agit du troisième épisode du second Docteur basé sur la régulation du climat par l'être humain.
- L'épisode se termine avec un cliffhanger qui n'est résolu que dans l'épisode suivant.

## Production

### Scénarisation
Il s'agit du quatrième épisode écrit par le scénariste David Whitaker, ancien "script-éditor" (responsable des scénarios) durant la première saison de la série. Celui-ci fut réengagé pour écrire un nouveau script peu de temps après la diffusion de « The Evil of the Daleks » L'idée était, comme dans l'épisode « The Massacre of St Bartholomew's Eve », que le Docteur soit confronté à un double, incarné lui aussi par l'acteur principal. Whitaker décida de donner carte blanche à Patrick Troughton pour inventer un personnage de méchant qu'il jouerait à sa façon. 
Pour des raisons de droits, il s'agit du premier épisode diffusé durant la période de Noël n'ayant pas pour antagonistes les Daleks. À noter qu'il marque une rupture en étant l'un des rares épisodes de la saison à ne pas présenter la structure de la "base assiégée", forme de scénario assez prisée par le producteur Innes Lloyd pour des raisons économiques.

### Équipe de production
Cet épisode marque de nombreux changements dans la production de la série. Ainsi, après avoir passé plusieurs mois à former son remplaçant, Peter Bryant, qui officiait temporairement comme "script editor", Innes Lloyd quitte la production de la série. Il fut question que le scénariste Victor Pembleton le remplace en tant que script editor, mais cette tâche ne lui plaisait pas et Derrick Sherwin, un ancien acteur de série et scénariste pour des séries comme Z-Cars ou Crossroads, est engagé à cette tâche. Sherwin prit pour assistant Terrance Dicks au début de l'année 1968, qui deviendrait un auteur récurrent de la série. 
C'est aussi le départ d'un des créateurs de la série, Sydney Newman qui officiait comme chef de la fiction à la BBC. C'est lui qui supervisa la création de la série, et eut l'idée du voyage dans le temps, des épisodes historiques, de la figure du Docteur en décalage avec ses compagnons et du caractère loufoque du second Docteur. 
Peu de temps après la fin de l'enregistrement de cet épisode, le 6 janvier 1968 Patrick Troughton accepta de continuer la série durant une nouvelle année.

### Casting
- Ian, l'un des cousins de Frazer Hines joue un des gardes durant les parties 2 et 3 et le fils de Patrick Troughton, David, joue dans les parties 5 et 6.
- Milton Johns réapparaît dans le rôle de Guy Crayford dans « The Android Invasion » et de Castellan Kelner dans « The Invasion of Time ».
- Colin Douglas joue le rôle de Reuben dans « Horror of Fang Rock ».
- George Pravda joue le rôle de Jaeger dans « The Mutants » et celui du Castellan Spandrell dans « The Deadly Assassin ».

### Tournage
Le réalisateur engagé pour tourner cet épisode fut Barry Letts un ancien comédien qui avait d'ailleurs joué notamment au côté de Patrick Troughton (Gunpowder Guy) et de Deborah Watling (HG Wells' Invisible Man). Il fut d'ailleurs aussi scénariste et avait même proposé des scénarios pour Doctor Who qui furent refusés par le script-éditor précédent, Gerry Davis. Si Letts deviendra plus tard le producteur de la série, il s'agit là d'un de ses premiers pas dans la réalisation et il travailla étroitement avec Derrick Sherwin. Ils estimaient que l'épisode contenait trop de dialogue et pas assez d'action. Ce fut Letts qui suggéra que l'épisode commence sur une scène de fusillade sur une plage. 
Le tournage de cette scène eut lieu du 5 au 8 novembre 1967 à Climping Beach près de Littlehampton, dans le Sussex de l'Ouest. Le 9 novembre la scène de poursuite de Jamie dans un parc fut tournée à Villiers House et Walpole Park, dans le quartier d'Ealing à Londres. Du 10 au 13 novembre furent tournées les plans de maquettes et la scène de combat entre le Docteur et Salamander dans les studios d'Ealings. Leur combat fut simulé par un six effets de "split screen". 
Comme toujours, chaque partie fut tournée au studio BBC D de Lime Grove, les épisodes étant répétés toute la semaine avant d'être enregistrés d'un seul tenant dans la journée du samedi. Le tournage de la première partie débuta le 2 décembre 1967. C'est lors de la partie 3 que l'épisode fut filmé sur bandes en 625 lignes au lieu des bandes 405 lignes utilisées précédemment, un détail technique destiné à préparer la série à la colorisation. 
Pour raisons de vacances, Frazer Hines et Victoria Watling étaient absents le 23 décembre pour le tournage de la partie 4. Ces vacances avaient été prévues dès la scénarisation de l'épisode, leurs personnages étant gardés prisonniers par Salamander. C'est d'ailleurs à l'époque que Troughton exprima son mécontentement sur la cadence des épisodes, qui oblige les acteurs à prendre leurs vacances durant le tournage. Letts l'appuie en expliquant qu'une série comme celle-ci devrait être tournée à hauteur de 26 épisodes par saison et non 46. 
Un plan d'hélicoptère explosant a été extrait du film de James Bond, Bons baisers de Russie.

## Diffusion et Réception
| Épisode | Date de diffusion | Durée | Téléspectateurs en millions | Archives   |
| --- | ----------------- | ----- | --------------------------- | ---------- |
| Épisode 1 | 23 décembre 1967  | 23:45 | 6,8                         | Film 16 mm |
| Épisode 2 | 30 décembre 1967  | 23:48 | 7,6                         | Film 16 mm |
| Épisode 3 | 6 janvier 1968    | 23:05 | 7,1                         | Film 16 mm |
| Épisode 4 | 13 janvier 1968   | 23:46 | 7,8                         | Film 16 mm |
| Épisode 5 | 20 janvier 1968   | 24:22 | 6,9                         | Film 16 mm |
| Épisode 6 | 27 janvier 1968   | 21:41 | 8,3                         | Film 16 mm |
| Diffusé en six parties du 23 décembre 1967 au 27 janvier 1968, l'épisode débuta sur un score de 6,8 pour finir à 8,3 millions de téléspectateurs, un score assez semblable à celui de l'épisode précédent. |                   |       |                             |            |

Le programme télévisé "Radio Times" publia pour la première fois une photo couleur de Doctor Who dans son édition du 20 au 26 janvier 1968. Elle vint illustrer un article consacré aux monstres de la série. Le 27 janvier après la diffusion de l'épisode 6, un trailer pour « The Web of Fear » fut diffusé, dans lequel le Docteur, enfermé dans le métro londonien, alertait le téléspectateur d'une menace imminente.
Cet épisode marque une rupture dans la série avec une intrigue très différente des histoires de monstres de la série, ce qui donna à cet épisode la réputation d'être l'un des plus faibles de la saison 5. Le Doctor Who, Discontinuity Guide ne l'aime pas trop, estimant son montage totalement brouillon et incompréhensible. Néanmoins, la performance de Patrick Troughton en tant que méchant est jugée amusante, mais Salamander semble davantage appartenir à l'univers de James Bond qu'à Doctor Who. Les dialogues de David Whitaker sont unanimement appréciés.

### Redécouverte de la série
Dans les années 1970, à des fins d'économies, la BBC détruisit de nombreux épisodes de Doctor Who. Seule la partie 3 des bandes originales de The Enemy of the World fut conservée. La bande audio, et des captures d'écrans (les "télésnaps" inventions de la BBC) purent permettre de reconstruire cet épisode, notamment sous forme de roman photo. À noter qu'il n'existait même pas de télésnaps pour la quatrième partie.
Le 11 octobre 2013, la BBC a mis à disposition sur iTunes l'intégralité des six épisodes restaurés à la suite de la découverte de copies au Nigeria.

## Novélisation
L'épisode fut novélisé sous le titre de " Doctor Who and the Enemy of the World" par Ian Marter et publié en avril 1981 sous le numéro 24 de la collection Doctor Who des éditions Target Book. David Whitaker aurait travaillé sur une autre novélisation de l'épisode mais serait mort avant d'avoir pu l'achever. Cette novélisation n'a jamais connu de traduction.

## Édition VHS, CD et DVD
L'épisode n'a jamais été édité en français, mais a connu plusieurs éditions au Royaume-Uni, en Australie et aux États-Unis.
- La partie 3 est sortie en VHS dans le coffret « The Troughton Years » en 1991 en Angleterre.
- La bande son de l'épisode retrouvée par les fans a été éditée sur CD en 2002 avec la voix off de Frazer Hines  servant d'introduction et de lien entre les différents passages.
- Cette partie a été redigitalisée et rendue disponible dans le coffret DVD « Doctor Who, Lost in Time » sorti en novembre 2004 et réunissant des passages d'épisodes perdus.
- Une reconstruction de l'épisode a été effectuée par l'équipe de "Loose Cannon Productions" en mars 2001 [9]. L'épisode, diffusé gratuitement par VHS est constitué d'un diaporama à partir des bandes son, des télésnaps de l'épisode et des passages censurés en Australie. Elle y inclut également une introduction et une conclusion par Mary Peach (Astrid Ferrier).
- Le DVD de l'épisode a été mis en vente par la BBC le 25 novembre 2013.
- L’épisode est ressorti en DVD en mars 2018 — l’année même où l’épisode se déroule — sous la forme d’une édition spéciale avec une piste audio de commentaires, des interviews, un hommage à Deborah Watling, et une remasterisation des six parties[10].